# 지기스문트 폰 프로이센 왕자 (1864년)
지기스문트 폰 프로이센 왕자(Prince Sigismund of Prussia, 1864년 9월 15일 ~ 1866년 6월 18일)는 프로이센 왕세자와 왕세자비의 넷째 자녀이자 셋째 아들로, 이후 독일 황제 프리드리히 3세와 빅토리아 황후의 아들이었다. 그는 프로이센의 빌헬름 1세와 영국 여왕 빅토리아의 손자였다.